# 海豐港
海豐港，是台灣清治時期西部的一個港口，故址位於今雲林縣麥寮鄉海豐村的「開山媽祖登陸紀念碑」附近。

## 歷史
海豐港開發甚早，康熙年間已成為台灣西部沿岸貿易門戶之一。
在1717年（康熙五十六年）完稿的《諸羅縣志》，已有記載海豐港為東螺溪匯入之處，「商船到此，載脂麻、粟、豆」。
其後逐漸發展成肆，在1741年（乾隆六年）刊行的《重修福建臺灣府志》裡，已有「海豐港街」的記載。
海豐港的位置在麥藔街西北約十一里，常有商船停舶，因南北皆有沙線，大船無法通行，載重千餘石者始可入港。
道光年間（1821—1850年），新虎尾溪氾濫，海豐港街被沖毀，海豐港也因此而淤塞。